# Streik der New Yorker Zeitungsjungen von 1899
Der Newsboys’ strike of 1899 (zu deutsch Streik der Zeitungsjungen von 1899) war ein durch Jugendliche geführter Streik für eine Verbesserung der Arbeitsbedingungen von Zeitungsjungen (engl. Newsboys oder Newsies) in New York City. Hauptziel war die Senkung des Einkaufspreises der Zeitungen für die Zeitungsjungen und somit die Rücknahme einer zuvor beschlossenen Erhöhung. Der zweiwöchige Streik war gegen die Zeitungen New York World und New York Journal von Joseph Pulitzer und William Randolph Hearst gerichtet und führte zum vollständigen Stop der Zeitungsverteilung in New York und weiten Teilen New Englands. Die Auflage der bestreikten World von Joseph Pulitzer sank in den Tagen des Streikes von 360.000 auf 125.000. Das Hauptziel des Streikes wurde nicht erreicht, jedoch verpflichteten sich die Zeitungsverlage nicht verkaufte Zeitungen von den Zeitungsjungen zurückzukaufen. Somit vergrößerte sich der Lohn der Zeitungsjungen, da sie nicht mehr Ausfälle für unverkaufte Zeitungen kompensieren mussten. Heute ist der Streik besonders aufgrund des darauf basierenden Musicals Newsies bekannt.

## Hintergrund

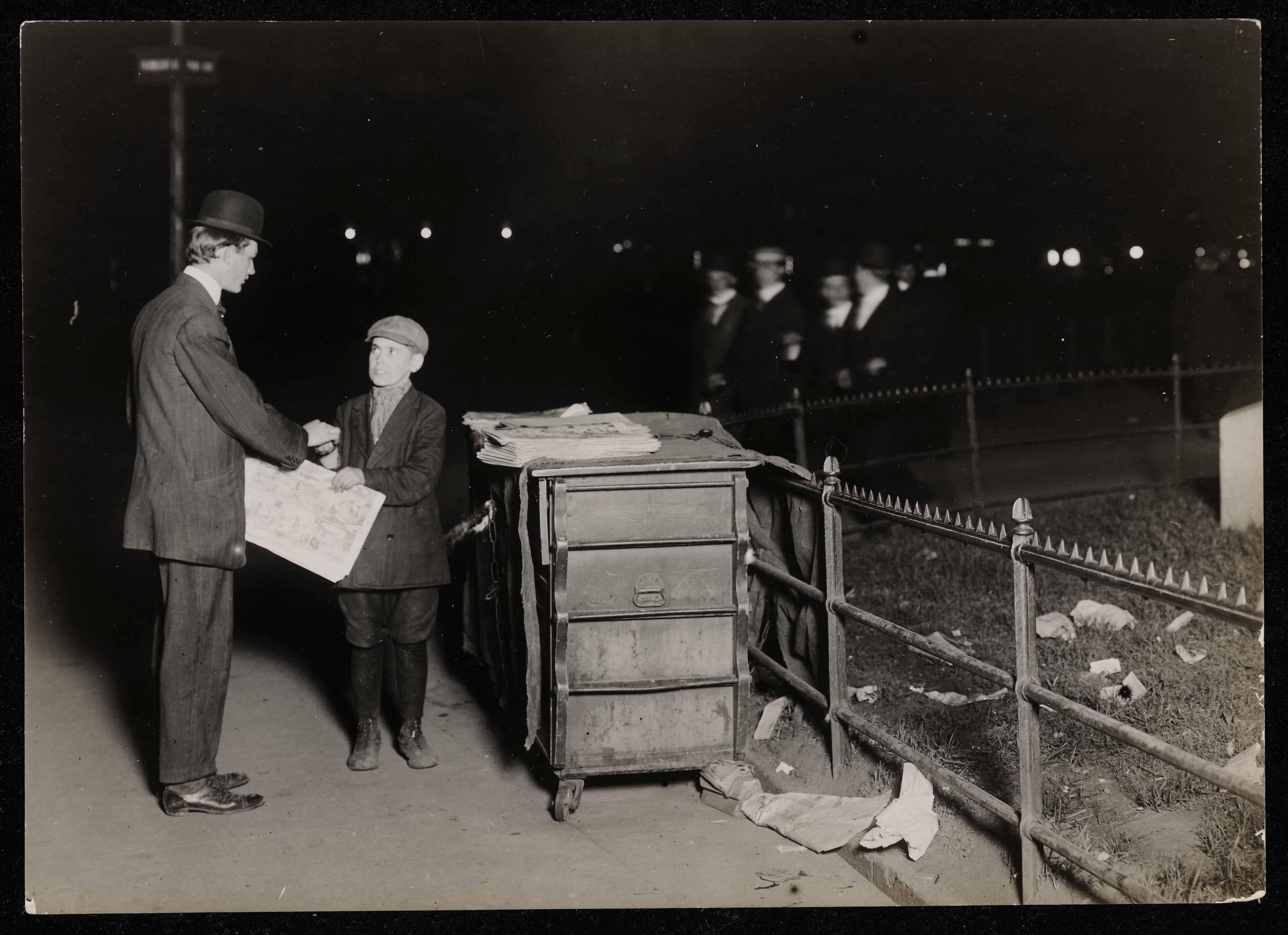
Ein Newsie verkauft Zeitungen nach Mitternacht in New York (1910).

Ende des 19. Jahrhunderts spielten Zeitungsjungen eine zentrale Rolle bei der Verteilung der Zeitungen. Während die Morgen-Ausgaben der Zeitungen oft direkt zu den Abonnenten geliefert wurden, lag die Verantwortung für die Verteilung der Abend-Ausgaben fast gänzlich bei den Zeitungsjungen, welche zumeist aus einkommensschwachen Einwandererfamilien stammten.
Die Newsboys kauften die Zeitungen für 50¢ pro hundert Zeitungen und verkauften sie für 1¢ pro Zeitung. Somit betrug der Gewinn (wenn alle Zeitungen verkauft wurden) einen halben Cent pro verkaufter Zeitung. Die Zeitungsjungen trugen durch ihr Geschäft das volle Risiko für nicht verkaufte Zeitungen, da die Verlage diese nicht zurückkauften. Deshalb verkauften die Kinder und Jugendlichen oft bis spät in die Nacht - teilweise auch unter dem Marktpreis, um den Verlust zu verringern.
Bereits vor dem Jahr 1899 gab es zahlreiche Streiks gegen Zeitungsverlage, besonders in den Jahren 1886, 1887 und 1889. Der damalige letzte Streik gegen die New York World fand im August 1899 statt.

## Auslöser
Mit dem Spanisch-Amerikanischen Krieg 1898 wuchs die Nachfrage für Zeitungen. Darauf reagierten die Verlage mit einer Erhöhung der Preise für die Zeitungsjungen von 50¢ auf 60¢ pro 100 Zeitungen. Dies hatte für die Zeitungsjungen keine Auswirkung, da sie diese Erhöhung direkt an die Endkonsumenten weitergeben konnten. Nach dem Krieg sank die Nachfrage und die Zeitungen nahmen die Preiserhöhung wieder zurück - bis auf die Abendausgaben der World und des Journals. Die Zeitungsjungen dieser Magazine konnten die vorangegangene Preiserhöhung nun nicht mehr an die Endkonsumenten weitergeben, da sie sonst gegenüber den Newsies der anderen Zeitungen nicht mehr konkurrenzfähig gewesen wären. So verringerte sich der Gewinn der Zeitungsjungen.

## Ablauf
Am 18. Juli 1899 versammelte sich eine Gruppe Zeitungsjungen in Long Island City und rief den Streik gegen das New York Journal und die New York World aus. Der Streik sollte so lange andauern, bis die Preise wieder auf 50¢ pro hundert Zeitungen gesenkt wurden. Die Zeitungsjungen aus Manhattan und Brooklyn schlossen sich einen Tag später dem Streik an.
Der Streik verlief in den ersten Tagen gewalttätig. Zeitungsverkäufer, die sich dem Streik nicht anschlossen, wurden durch die Straßen gejagt und zusammengeschlagen. Die Verlage heuerten daraufhin Erwachsene als Streikbrecher (von den Zeitungsjungen scabs genannt) an, die unter Polizeischutz Zeitungen verkauften. Dies hatte jedoch keinen Erfolg, da die Streikenden die Polizisten oft ablenkten, um dann die Streikbrecher anzugreifen. Davon ausgeschlossen waren jedoch die weiblichen Streikbrecherinnen, da sie auf Befehl des Streikführers Kid Blink nicht angegriffen wurden durften („A feller can't soak a lady.“).
Neben diesen gewalttätigen Aktionen verteilten die Streikenden auch Flyer und riefen zum Boykott der bestreikten Zeitungen auf.

### Demonstration an der Irving Hall
Am 24. Juli versammelten sich Streikende aus der gesamten Stadt in der Irving Hall, welche durch den Senator Timothy D. Sullivan zu diesem Zweck angemietet wurde. Schätzungsweise nahmen 5.000 Streikende aus Manhattan, 2.000 aus Brooklyn und mehrere hundert aus anderen Teilen der Stadt an der Versammlung teil.
Der erste Teil der Demonstration bestand aus den Reden von New Yorker Politikern. Danach ergriff der Gewerkschaftspräsident David Simmons das Wort und verlas eine Resolutionsliste. Diese enthielt die bisherigen Forderungen und den Appell an die Streikenden fortan friedlich zu sein.
Andere Reden wurden unter anderem durch die Streikführer „Warhorse“ Brennan, Jack Tietjen, „Bob the Indian“, dem Gewerkschaftsvorsitzendem „Kid Blink“, „Crazy“ Arborn, Annie Kelly und dem Anführer der Gewerkschaft der Zeitungsjungen von Brooklyn „Racetrack“ Higgins gehalten. Die Demonstration wurde durch ein Lied von „Hungry Joe“ Kernan beendet.

### Nach der Demonstration
An den Tagen nach der Demonstration wurde der Streik zunehmend friedlicher. So wurden noch arbeitende Zeitungsausträger nicht mehr durch die Streikenden zusammengeschlagen. Dennoch wurde dadurch die Effektivität des Streiks nicht gemindert, da viele Konsumenten die Zeitungsjungen unterstützten und die World und das Journal boykottieren.
Für den 26. Juli 1899 war eine Parade mit 6.000 Teilnehmern, Spielzug und Feuerwerk geplant. Diese musste jedoch aufgrund einer fehlenden Genehmigung abgesagt werden.

### Rücktritt der Streikführer Kid Blink und David Simmons

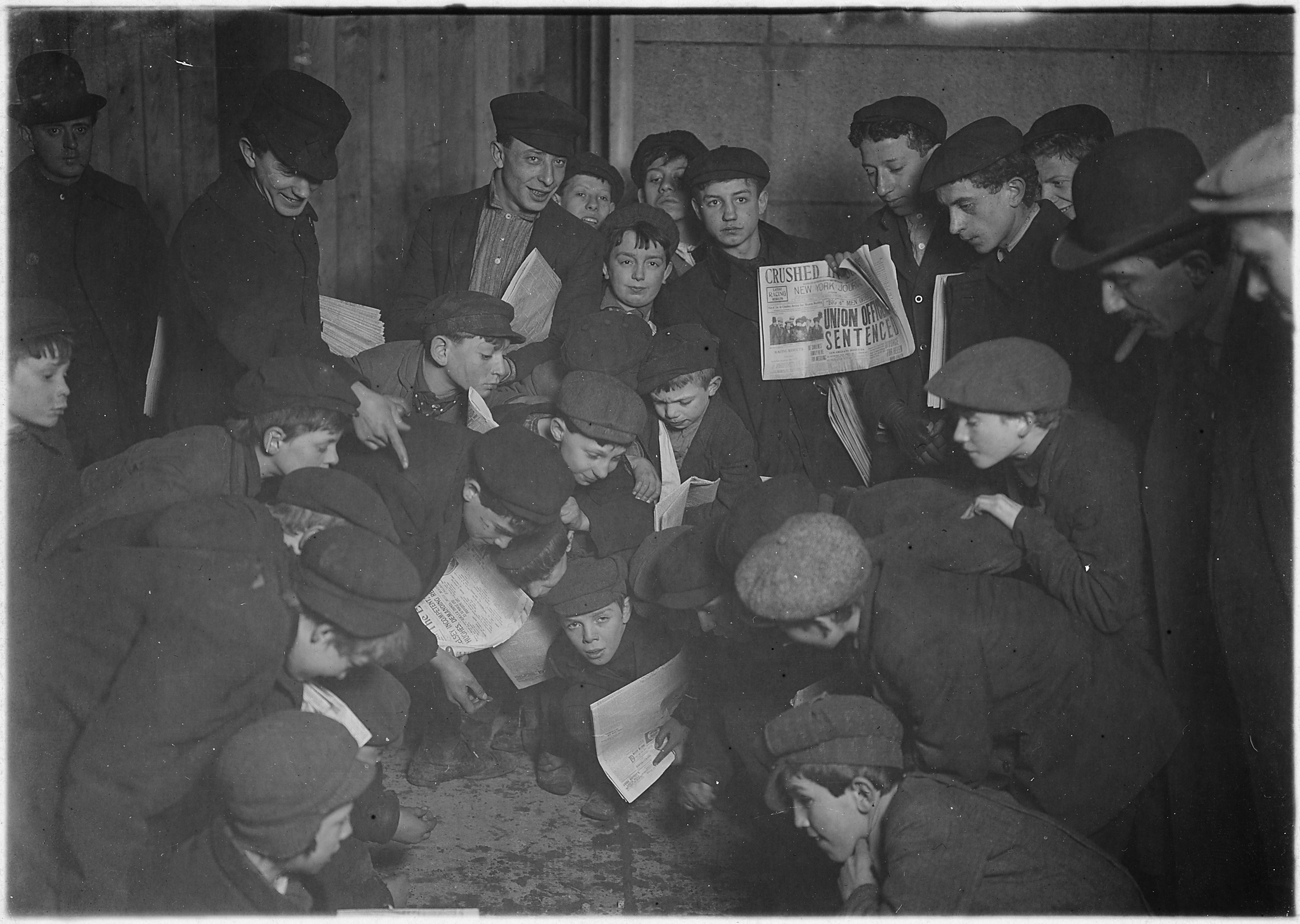
Wartende Zeitungsjungen (1908)

Am 26. Juli 1899 wurde das Gerücht verbreitet, dass die Streikführer Kid Blink und David Simmons die Streikenden betrügen würden, indem sie für ein Bestechungsgeld weiter Zeitungen verkaufen würden. Beide Streikführer stritten diese Behauptungen ab, allerdings trugen Kid Blink und Simmons laut einigen Zeitungsjungen bessere Kleidung als sonst. Dies wurde als Indiz für die Annahme von Bestechungsgeldern aufgefasst. In Reaktion auf diese Vorwürfe traten Kid Blink und David Simmons als Anführer der Streikenden zurück. Dennoch blieben sie der Gewerkschaft treu und arbeiteten als Schatzmeister und als Mitglieder von Verhandlungsteams.
In der Nacht des Rücktrittes kam es zu einer Hetzjagd von aufgebrachten Zeitungsjungen auf Kid Blink. Ein Polizist verhaftete Kid Blink als dieser vor einer Gruppe Newsies durch die Straßen von New York floh. Er dachte, es handle sich bei Kid Blink um den Anführer der Meute. Kid Blink wurde wegen des Vorwurfs der Störung der öffentlichen Ordnung (engl. disorderly conduct) zu einer Geldstrafe verurteilt. Nach der Urteilsverkündung wurde er von anderen Zeitungsjungen aufgehalten und verspottet.

### Ende des Streiks
Nach den Gerüchten über den mutmaßlichen Betrug von Kid Blink und David Simmons und deren Fehlschlag bei der Organisation der Parade sank die Moral der streikenden Zeitungsjungen. Die durch Kid Blink und David Simmons hinterlassenen Führungspositionen wurden von anderen Streikenden besetzt, jedoch hatten diese weder das Charisma noch den Einfluss ihrer Vorgänger.
Am 1. August 1899 machten die Verlage der World und des Journals ein Kompromissangebot: Der Einkaufspreis der Zeitungen sollte gleich bleiben, jedoch würden die Verlage nicht verkaufte Zeitungen zurückkaufen. Damit würde das finanzielle Risiko für nicht verkaufte Zeitungen nicht mehr bei den Zeitungsjungen liegen. Die Zeitungsjungen akzeptierten den Vorschlag und lösten die Gewerkschaft daraufhin am 2. August 1899 auf.

## Anführer des Streiks
Der Streik der Zeitungsjungen war zumeist dezentralisiert. In jedem Viertel gab es unterschiedliche Gruppen und Anführer. Mithin waren einige Anführer einflussreicher als andere, organisierten Demonstrationen und fungierten als Sprecher gegenüber anderen Zeitungen wie der New York Tribune, der New York Sun oder dem New York Herald.

### Louis „Kid Blink“ Baletti

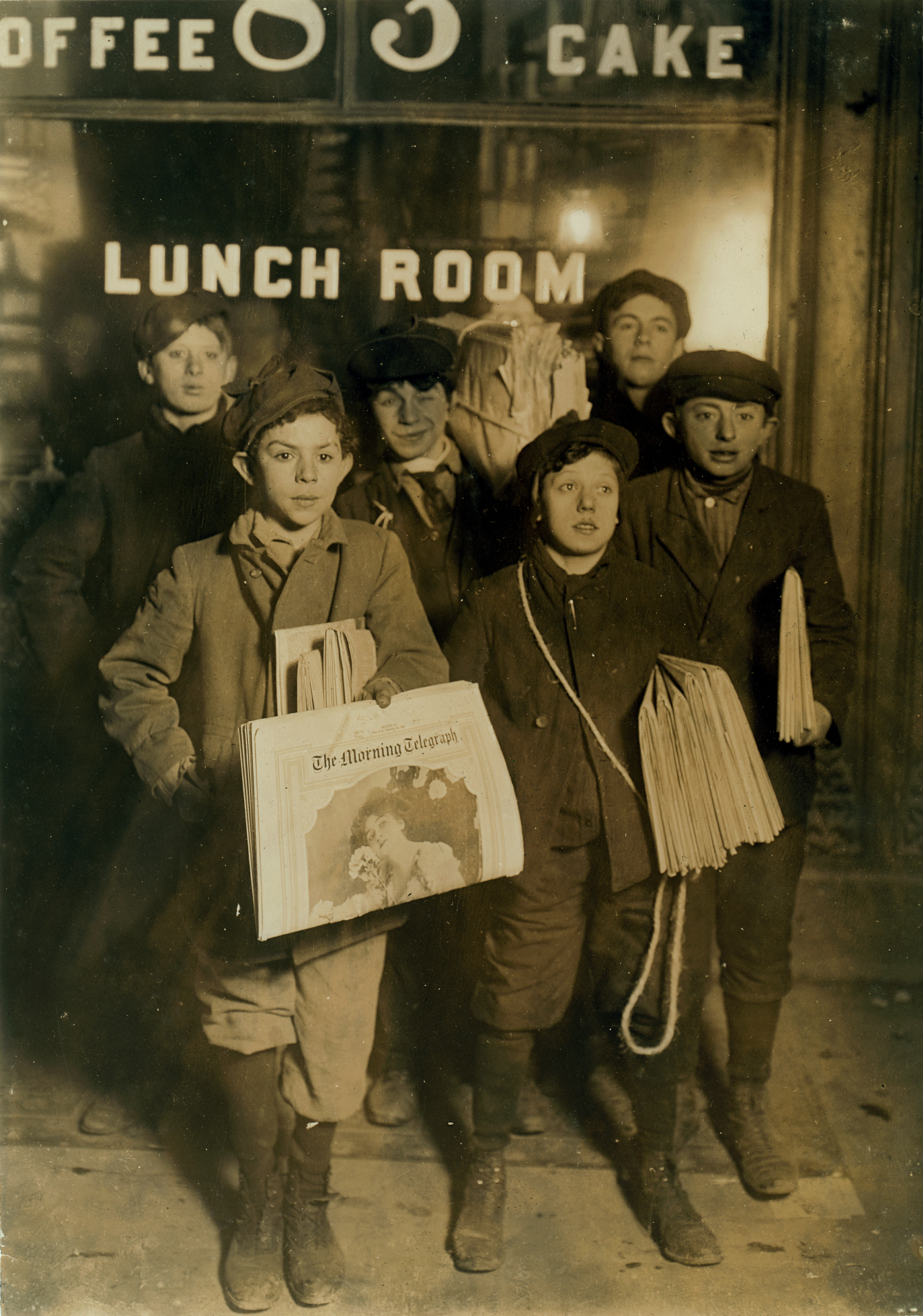
Zeitungsjungen auf der Brooklyn Bridge (1908)

Die Hauptfigur des Streiks war der 18-jährige Louis „Kid Blink“ Baletti. Dabei handelte es sich um einen unterdurchschnittlich großen Jungen mit roten Haaren und einer Augenklappe über dem linken Auge. Er wurde außerdem „Red Blink“, „Muggsy McGee“ und „Blind Diamond“ genannt. Kid Blink wurde als charismatische Persönlichkeit beschrieben und war aufgrund seiner Reden bekannt. So wurde er unter anderem für die beste Rede in der Irving Hall ausgezeichnet. Besonders der Anfang der Rede wurde oft publiziert

“Friens and feller workers. This is a time which tries de hearts of men. Dis is de time when we've got to stick together like glue… We know what we want and we’ll get it even if we are blind.”

„Freunde und Kollegen. Das ist eine Zeit, in der die Herzen der Menschen auf die Probe gestellt werden. Das ist die Zeit, in der wir zusammenkleben müssen wie Klebstoff… Wir wissen, was wir wollen und wir werden es bekommen, selbst wenn wir blind sind.“

Aufgrund seines Charismas und seines Einflusses wurde er von den Newsies zum Präsidenten der New Yorker Zeitungsjungengewerkschaft ernannt.
Balletti wurde während des Streiks beschuldigt, durch die Verlage bestochen worden zu sein, damit er weiter Zeitungen verkaufte. Obwohl er laut einigen Quellen von diesem Vorwurf freigesprochen wurde, trat er von seinen Posten zurück.
Nach dem Streik arbeitete Baletti als Karrenfahrer und Barkeeper. Teilweise wird ihm auch die Arbeit für den New Yorker Mobster Chuck Connors nachgesagt. Kid Blink starb im Juli 1913 im Alter von 32 Jahren an Tuberkulose.

### David Simmons
David Simmons war der Präsident der Zeitungsjungen-Gewerkschaft zum Beginn des Streiks und nach Bekanntwerden der Betrugsvorwürfe gegen ihn deren Schatzmeister. Zur Zeit des Streikes war Simmons 21 Jahre alt und arbeitete bereits seit 13 Jahren als Zeitungsjunge.
Bei der Demonstration in der Irving Hall verlas Simmons die Liste der Forderungen der Zeitungsjungen. Dies wurde durch die Anwesenden als langweilig empfunden.

### Ed „Racetrack“ Higgins
Ed „Racetrack“ Higgins war der Anführer der Gewerkschaft der Zeitungsjungen aus Brooklyn. Nach dem Rücktritt von Kid Blink und David Simmons wurde er zudem Vizepräsident der allgemeinen Gewerkschaft.
Higgins war aufgrund seines Charismas und seiner mitreißenden und humorvollen Reden bekannt. Die Zeitung Brooklyn Life bezeichnete ihn als einen „geborenen Anführer“ und legte ihm gar die Rolle eines baldigen Politikers nahe. Seine Rede in der Irving Hall traf auf großen Zuspruch.

### Morris Cohen
Morris Cohen war der Gewerkschaftsvorsitzende, nachdem Kid Blink und David Simmons zurücktraten. Über ihn ist wenig bekannt, dennoch geht aus einer Memo des Geschäftsführers von Joseph Pulitzer hervor, dass Cohen einer der Zeitungsjungen war, die den Streik angefangen haben.

### Henry „Major Butts“ Butler
Henry „Major Butts“ Butler war der Anführer der Gewerkschaft der Zeitungsjungen aus Upper Manhattan nach dem Rücktritt von Kid Blink. Am 31. Juli 1899 wurde Butler wegen des Vorwurfes der Erpressung festgenommen. Er wurde beschuldigt, den Verhandlungsführern der New York World angeboten zu haben für 600 $ den Streik zu beenden (600 $ entspricht nach Inflation einem heutigen Betrag von ca. 16.000 $).

### Annie Kelly
Annie Kelly war eine der wenigen weiblichen Zeitungsausträgerinnen. Sie wurde durch die Streikbewegung gleich einer heiligen Schutzpatronin verehrt. Sie war die einzige Frau, die bei der Demonstration in der Irving Hall eine Rede hielt. Es ist überliefert, dass sie von begeisterten Newsies auf die Bühne gezogen worden wäre und dann sagte:

“All I can say, boys, is to stick together and we'll win. That's all I've got to say to you.”

„Alles was ich sagen kann, Jungs, ist das wir zusammenbleiben müssen und dann werden wir gewinnen. Das ist alles, was ich euch zu sagen habe.“

## Nachwirkung
Der Streik von 1899 wird als Vorbild für nachfolgende Streiks, beispielsweise 1914 in Butte und in den 1920er Jahren in Louisville. Einige Jahrzehnte später geriet die Situation der Zeitungsjungen in den Fokus von amerikanischen Kinder-Wohlfahrtsorganisationen. Dies führte zur Verbesserung der sozialen Sicherung und der Lebensqualität der Kinder und Jugendlichen.

## Beteiligung von Frauen am Streik
Grundsätzlich wurden die Zeitungen hauptsächlich von männlichen Personen ausgetragen – weibliche Zeitungsausträgerinnen waren die Ausnahme. Im Streik an sich nahmen sie jedoch eine wichtige Rolle ein und trugen wichtige Führungs- und Organisationsposten. Dennoch werden die Streikenden in der Literatur oft lediglich als Newsboys bezeichnet.

## Künstlerische Verarbeitung
Der Streik der Newsies wird seit 1942 in der Reihe der Star Spangled Comics von DC Comics fiktional dargestellt. Die New Yorker Zeitungsjungen werden hier als Newsboy Legion bezeichnet.
Die wohl bekannteste künstlerische Verarbeitung besteht in dem Disney-Film Newsies – Die Zeitungsjungen von 1992 und dem auf dem Film basierenden Bühnen-Musical Newsies von 2011.